# Acanthocardia sliggersi
Acanthocardia sliggersi is een uitgestorven mariene tweekleppige weekdiersoort uit de familie van de Cardiidae.

## Beschrijving

### Schelpkenmerken
Deze soort heeft een stevige, iets ovale schelp en is iets minder hoog dan lang. De umbo steekt duidelijk boven de rest van de schelp uit en ligt iets voor het midden. Vanuit de top lopen 18 tot 22 sterk ontwikkelde radiale ribben. De ribben zijn tweemaal breder dan de ruimte ertussen en hebben een driehoekige dwarsdoorsnede. Aan de achterzijde van de schelp worden ze minder breed en aan de voorzijde zijn ze minder hoog. Op het midden van elke rib ligt een onregelmatige kiel waarop op regelmatige afstand kleine stekels staan. Vooral tussen maar ook op de ribben is een sculptuur van fijne maar scherp afgetekende concentrische dwarslijntjes aanwezig. Deze sculptuur kan echter ook ontbreken.
De groeven aan de binnenkant van de schelp (de holle ribben) zijn duidelijk zichtbaar en lopen door tot bijna onder de top.
Acanthocardia sliggersi heeft een heterodont slot: in de linkerklep 2 en in de rechterklep 1 cardinale tand en 2 laterale tanden in beide kleppen.
Strandmateriaal is vaak bruin of blauw verkleurd.

### Afmetingen van de schelp
- lengte: tot 40 millimeter (meestal kleiner)
- hoogte: iets kleiner dan de lengte.

### Levenswijze
Analoog aan de overige soorten van dit geslacht zullen de dieren ingegraven in een zand- of modderbodem geleefd hebben, waarschijnlijk eveneens uitsluitend in het sublitoraal. De soort kan daarom tot de infauna gerekend worden. Omdat de soort meestal met soorten wordt aangetroffen die op lage watertemperatuur wijzen (boreale tot arctische soorten), lijkt het waarschijnlijk dat deze soort eveneens daaraan was aangepast.

### Fossiel voorkomen
Deze soort is tot nu toe alleen bekend uit vroeg pleistocene en in mindere mate laat pliocene afzettingen in Nederland en Engeland. In Nederland werd zij aangetroffen in de formaties van Oosterhout en Maassluis. Losse kleppen spoelen zeldzaam aan op Noordzeestranden van de Provincie Zeeland.